# طرديلن مصري
طرديلن مصري أو طرذيلن مصري أو دريهمية مصرية (الاسم العلمي: Tordylium aegyptiacum) هو نوع غير مؤكد من النباتات يتبع جنس الطرديلن من الفصيلة الخيمية.